# Seznam děkanů 2. lékařské fakulty Univerzity Karlovy
Toto je seznam děkanů 2. lékařské fakulty Univerzity Karlovy v Praze, který obsahuje osoby zastávající tuto volenou akademickou funkci od jejího vzniku v roce 1953. V letech 1953–1990 nesla fakulta název Fakulta dětského lékařství Univerzity Karlovy. Děkan je volen akademickým senátem fakulty a na jeho návrh jej jmenuje a odvolává rektor univerzity.

## Děkani Fakulty Dětského lékařství
- 1953-1957 Josef Houštěk
- 1957-1962 Kamil Kubát
- 1962-1970 Miloš Máček
- 1970-1980 Josef Houštěk
- 1980-1989 Jiří Havlík

## Děkani 2. lékařské fakulty
- 1990-1997 Josef Koutecký
- 1997-2000 Martin Bojar
- 2000-2006 Josef Koutecký
- 2006-2014 Ondřej Hrušák
- 2014-2022 Vladimír Komárek
- 2022- Marek Babjuk